# Agyi eredetű neurotróf faktor
A Brain-derived neurotrophic factor (BDNF) vagy abrineurin egy fehérje, amelyet emberben a BDNF gén kódol. A BDNF a növekedési faktorok neurotropin családjának tagja, amely a kanonikus idegi növekedési faktorhoz (NGF) kapcsolódik, amely családba tartozik az NT-3 és az NT-4/NT-5 is. A neurotróf faktorok az agyban és a periférián találhatók. A BDNF-et először 1982-ben Yves-Alain Barde és Hans Thoenen izolálták sertésagyból.
A BDNF aktiválja a TrkB tirozin kináz receptort.

## Funkciói
A BDNF a központi idegrendszer és a perifériás idegrendszer egyes TrkB-t expresszáló neuronjaira hat, elősegítve a meglévő neuronok túlélését, valamint ösztönzi az új neuronok és szinapszisok növekedését és differenciálódását. Az agyban a hippocampusban, a kéregben és a bazális előagyban aktív – a tanulás, a memória és a magasabb szintű gondolkodás szempontjából létfontosságú területeken. A BDNF a retinában, a vesében, a prosztatában, a motoros neuronokban és a vázizomzatban is expresszálódik, és a nyálban is megtalálható.
Maga a BDNF fontos a hosszú távú memória szempontjából. Bár az emlősök agyában a neuronok túlnyomó többsége prenatálisan képződik, a felnőtt agy egyes részei megtartják azt a képességet, hogy új neuronokat növesszenek idegi őssejtekből a neurogenezis néven ismert folyamat során. A neurotropinok olyan fehérjék, amelyek elősegítik a neurogenezis stimulálását és szabályozását, a BDNF az egyik legaktívabb. Azok az egerek, akik anélkül születtek, hogy képesek lennének BDNF-t létrehozni, fejlődési rendellenességekkel rendelkeznek az agyban és az érzékszervi idegrendszerben, és általában röviddel a születés után elpusztulnak, ami arra utal, hogy a BDNF fontos szerepet játszik a normál idegi fejlődésben. A BDNF-hez szerkezetileg kapcsolódó egyéb fontos neurotrofinok közé tartozik az NT-3, NT-4 és az NGF.